# Ислам в Объединённых Арабских Эмиратах

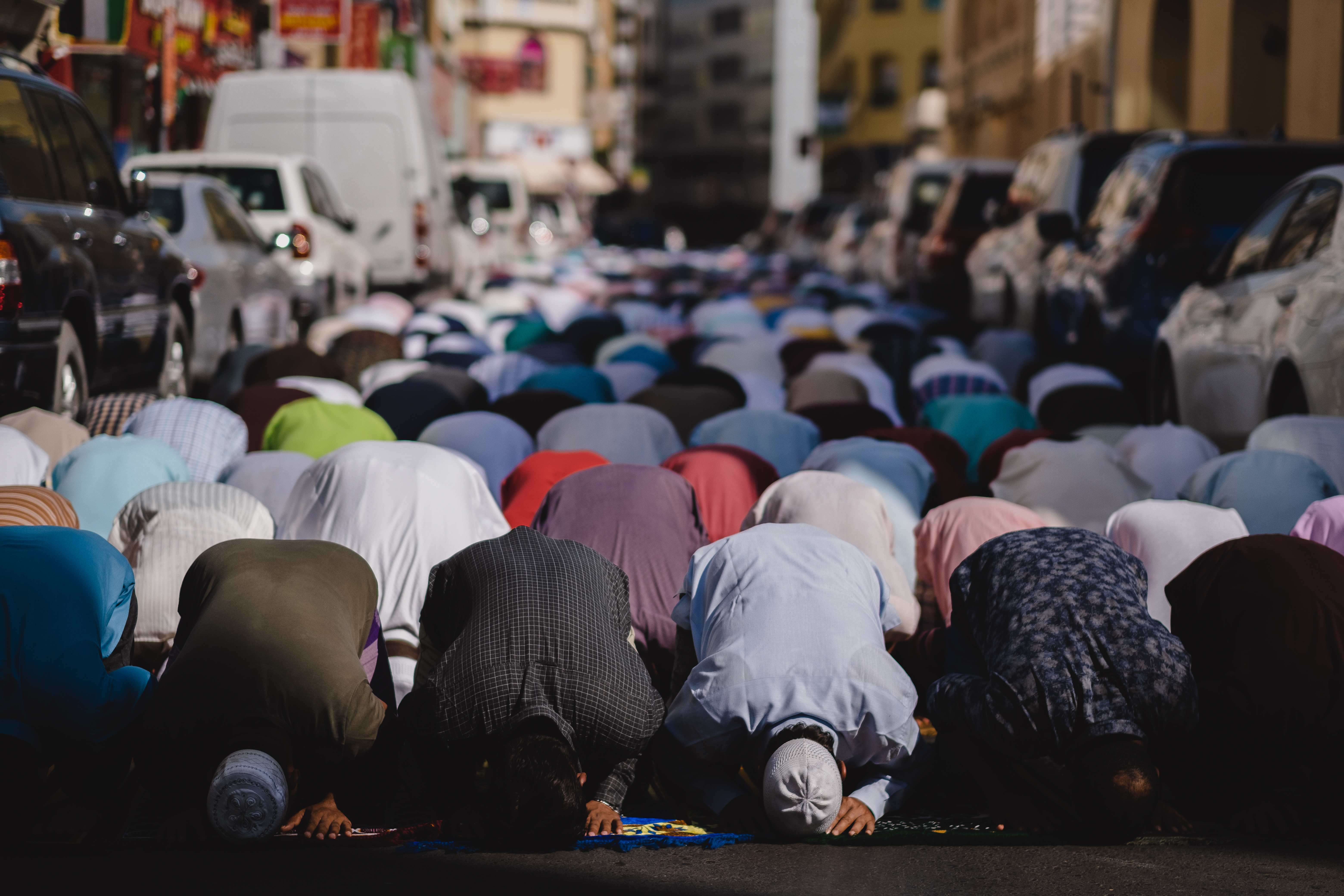
Джума-намаз в районе Дейра в Дубае

Ислам в Объединённых Арабских Эмиратах является государственной религией. 75 % населения страны являются мусульманами.
Однако около 85 % населения Объединённых Арабских Эмиратов не являются гражданами этой страны. Практически все граждане Объединённых Арабских Эмиратов — мусульмане. Из которых примерно 85 % составляют сунниты, а 15 % — шииты. Есть небольшое количество исмаилитов и ахмадиев.
Судебная система ОАЭ основана на системе гражданского права и законах шариата. Судебная система состоит из гражданских судов и судов шариата. По данным Human Rights Watch, уголовные и гражданские суды ОАЭ имеют элементы шариатского законодательства, кодифицированные в его уголовный кодекс и семейное право. Суды шариата в ОАЭ обладают значительными полномочиями. Закон шариата диктует закон о личном статусе, который регулирует такие вопросы, как брак, развод и опека над детьми. Шариатский закон о персональном статусе применяется к мусульманам, а иногда и к немусульманам. В течение месяца Рамадан запрещено публично есть, пить или курить между восходом и закатом.
Правящие семьи Аль-Нахайян и Аль-Мактум придерживаются Маликитского масхаба. Распространение этого масхаба на территории эмиратов произошло во времена правления шейха Абдуллы бен Али Аль Уюни.